# John Henry Martindale
Pour les articles homonymes, voir Martindale.
John Henry Martindale (20 mars 1815-13 décembre 1881) est un avocat américain, général de l'armée de l'Union et homme politique.

## Avant la guerre
Martindale naît à Sandy Hill, dans le comté de Washington, de New York, fils du membre du Congrès Henry C. Martindale et de Minerva Hitchcock Martindale. Il entre à l'académie militaire américaine à West Point, en 1831, et est diplômé en 1835. Il est breveté second lieutenant, mais il démissionne de l'armée de l'année suivante et commence à étudier le droit. Il est admis au barreau en 1838, et commence à pratiquer à Batavia, dans l'État de New York. En 1840, il épouse Emeline M. Holden. Il est procureur de district du comté de Genesee de 1842 à 1846, et à de 1848 à 1851. Puis il se retire à Rochester, New York.

## Guerre de Sécession
Le 9 août 1861, Martindale est nommé brigadier général des volontaires dans l'armée de l'Union, et se voit attribuer le commandement d'une brigade au sein de l'armée du Potomac unioniste. Plus tard, il participe à toutes les batailles de la campagne de la Péninsule dans le Ve corps. Après la retraite de Malvern Hill, il est breveté major-général des volontaires, et nommé gouverneur militaire de Washington, DC, un poste qu'il occupe de novembre 1862 à mai 1864. Par la suite, il retourne sur le terrain des opérations, combattant avec le XVIIIe corps lors de la campagne de Bermuda Hundred, la bataille de Cold Harbor et le siège de Petersburg, commandant le corps d'armée brièvement à la mi-juillet 1864. En septembre 1864, il démissionne de la commission en raison de sa mauvaise santé.

## Après la guerre
John H. Martindale est procureur général de l'État de New York de 1866 à 1867, élu en 1865 sur un ticket républicain.
En 1877, l'un de ses clients tente de lui tirer dessus à son bureau, à Rochester, New York.
Il meurt à Nice, dans les Alpes-Maritimes, en France, et est enterré dans le cimetière de Batavia de la ville éponyme.